# تقی‌الدین سروجی
تقی‌الدین، عبدالله بن علی سروجی (۱۲۲۹ - ۱۲۹۴م) (نسب: عبدالله بن علی بن مُنجِد بن ناجد بن برکات) صوفی و شاعر شامی در سدهٔ هفتم هجری بود که بیشتر در مصر زیست. او زبان و ادبیات عربی و دیگر علوم ادبی را آموخت اما سلوک تصوف براو چیره شد. او به زیبادوستی همراه عفت روی آورد، شعرهایش نیز صوفیانه توصیف شده‌است.